# Atafu (osada)
Atafu lub Atafu Village – miejscowość w Tokelau (terytorium stowarzyszone z Nową Zelandią). Według spisu w roku 2016 liczy 519 mieszkańców. Jest jedyną osadą atolu o tej samej nazwie, położona w południowej części wyspy w kształcie litery U, w skrajnej północno-zachodniej części atolu. Osada zlokalizowana jest głównie na brzegu laguny. Znajduje się tutaj wszystkie istotne obiekty wyspy, czyli przystań dla łodzi przewożących pasażerów i towary, szkoła i sklep.